# Osmia morongana
Osmia morongana är en biart som beskrevs av Cockerell 1937. Osmia morongana ingår i släktet murarbin, och familjen buksamlarbin. Inga underarter finns listade i Catalogue of Life.